# صالح العرفج
صالح محمد العرفج (بالإنجليزية: Saleh Mohammed Al-Arfej)‏؛ مواليد 1 أغسطس 1994 في الأحساء، السعودية، هو لاعب كرة قدم سعودي لعب سابقاً في نادي هجر ونادي العمران.

## روابط خارجية
- صالح العرفج على موقع Soccerway.com (الإنجليزية)